# Doink The Clown
Doink The Clown foi o personagem criado por Matt Osborne na World Wrestling Federation (WWF) e utilizado de 1992-1996, e esporadicamente depois. Após Osborne deixar a WWF no final de 1993, o personagem foi interpretado por vários lutadores, tanto na WWF (mais tarde WWE) e em outros lugares. Osborne continuou a se apresentar esporadicamente como Doink, até seis meses antes de sua morte em junho de 2013.

## História

### World Wrestling Federation
O ex-produtor da WWE Bruce Prichard disse em uma entrevista no  The Steve Austin Show  que Michael Hegstrand originalmente concebeu a ideia de um personagem palhaço miserável.
Depois de fazer aparições no final de 1992, no meio da multidão e no ringue, brincando com os fãs e lutadores, o personagem Doink fez sua estreia no ringue da WWF em 1993, originalmente lutando como um técnico de som heel. Doink fazia piadas cruéis sobre os fãs e lutadores, a fim de se divertir e deixa-los desprevenidos.
Algumas das suas brincadeiras do mal foram: fazer The Big Boss Man tropeçar com um arame, despejando água sobre Marty Jannetty e atacando Brian Adams (wrestler) com um braço de brinquedo carregado. Ele entrou em choque com o esmagamento em WrestleMania IX, uma partida que ganhou após o aparecimento de um Doink idêntico (interpretado por Steve Keirn) sob o anel. Doink brevemente também rivalizou com Randy Savage em uma edição inicial de  Monday Night Raw , e Bret Hart, após a substituição de Jerry Lawler, que falsificou uma lesão, em SummerSlam em 1993.
Doink então virou em Lawler no 4 de setembro episódio de  WWF Wrestling Challenge  no segmento de corte do rei de Lawler, fazendo piadas para divertir a multidão e acabou esvaziado um balde de água sobre Lawler.
Matt Osborne, o homem original por trás Doink, foi demitido por re-ocorrência de abusos de drogas, acabou deixando o personagem para Ray Liachelli (também conhecido como Ray Apollo). Agora, como um favorito dos fãs e com um novo anão sidekick Dink, Doink encontrou Lawler novamente no ano seguinte em uma partida em Survivor Series . Nesta luta, Doink e Dink se uniram com Wink e Pink para lutarem contra a equipe dos anões de Lawler de "pequenos reis 'queazy, Cheezy, e Sleazy. Como um favorito dos fãs, Doink foi mais de um alívio cômico, mas continuou a pregar peças em outros wrestlers (embora mais inofensivo e tolas do que outright cruel), principalmente nos heels como Lawler e Bobby Heenan. Doink e Dink também lutaram com Bam Bam Bigelow e Luna Vachon em uma briga que culminou WrestleMania X a.
Doink logo se tornou um jobber, perdendo regularmente para lutadores como Jeff Jarrett, Hakushi, Waylon Mercy e, em sua última partida pela televisão em setembro de 1995, a . Hunter Hearst Helmsley Doink ressurgiu uma última vez em 1997, no Prêmios Slammy e foi atacado por Stone Cold Steve Austin, em meio a cantos de torcida de "mate o palhaço".
Doink é um personagem jogável no jogo da Acclaim de1994 chamado de ' 'WWF Raw' ', e no da Midway chamado ' 'WWF Wrestlemania: The Arcade Game' 'de (1995).

### Extreme Championship Wrestling
Após sua saída do WWF, Osborne apareceu (como Matt Borne) em Extreme Championship Wrestling (ECW) por vários partidas como Doink como um palhaço de terno azul e verde, a criação de um ângulo onde o campeão da ECW Shane Douglas criticou Vince McMahon para virar um lutador talentoso como Borne em um personagem que causava alívio cômico, e afirmou que ele sabia como trazer para fora todo o potencial de Borne.
Borne, em seguida, fez algumas aparições com Douglas como "si mesmo", ostentando seu rosto meio pintado com a maquiagem Doink. Sua atitude insinuou que ele tinha desenvolvido transtorno de personalidade        de ter sido forçado a lutar como um palhaço; depois de vencer partidas ele iria vestir o seu adversário em acessórios de palhaço para humilhá-los. Seu nome sob este artifício foi "Borne Novamente"

### World Wrestling Entertainament
Desde 1996, Doink tem aparecido esporadicamente na WWE. Matt Osborne lutou como ele no Battle Royal em WrestleMania X-Seven Em 10 de dezembro de 2007, ele participou de uma batalha real de 15 ex-lutadores da WWE para o  Raw  15º aniversário episódio especial.
Chris Jericho vestido como Doink quando atacou William Regal em 26 março de 2001 no  Raw  .
Interpretado por Nick Dinsmore, ele apareceu na APA Bar Room Brawl em Vengeance em 2003. Ele foi selecionado pela Rhino para enfrentar Chris Benoit sobre o 31 de julho de 2003  no Smackdown! .
Interpretado por Steve Lombardi, ele lutou contra Rob Conway em um episódio de  Raw  em outubro de 2005.
Em 2 de junho de 2007, Doink, Eugene e Kane
Foram derrotados por Umaga, Vísceras e Kevin Thorn na 34ª edição do ' 'Main Event do Saturday Night' '. Em 12 de julho, 2010 no  Raw , Doink se uniu com William Regal, Primo e Zack Ryder e perdeu de Santino Marella, Goldust , Vladimir Kozlov e The Great Khali, quando ele foi preso por Khali. Em 2 de julho de 2012 no  Raw , ele fez um retorno surpresa e perdeu para o Heath Slater.
Ele reapareceu em 23 de Julho, ao lado de vários outros ex-lutadores da WWE, para ajudar Lita a derrubar Slater em  WWE Raw 1000 , o milésimo episódio do  Raw .

### Independent Circuit
No início de 2010 Osborne reinventou o personagem Doink para assemelhar-se Heath Ledger seu personagem se parecia mais com o The Joker no filme O Cavaleiro das Trevas, apelidando a encarnação de Reborne Again.
O novo personagem estreou em 27 de março para ISPW em Nova Jersey.
Em 23 de maio de 2010 Doink the Clown. , retratado por Dusty Wolfe, interferiu contra Skandar Akbar e os seus homens Dr. Knuckles e Rommel. Isso fez com que perdessem os títulos de tag Wrestling Wrecking Ball. Em retaliação Akbar chamou o Doink original Matt Borne. Eles foram programados para atender em 15 de agosto de 2010.
Naquela época Wolfe não foi ao evento para evitar a ira de Borne. Em 8 de agosto de 2010, Borne ganhou o Wrestling Wrecking Ball Championship.

## No Wrestling

### Finalizações
- -  Stump Extrator  (perna única invertida Boston caranguejo, às vezes em uma posição de sit-out)
  - Whoopie cushion  (Top-rope sentado)

### Músicas de entrada
- - "Clown", de Jim Johnston (arranjo de "Thunder e Blazes" por Louis-Philippe Laurendeau)
  - "Nightmare Clown", de Jim Johnston (intro de "Thunder e Blazes", seguido por um trabalho original, usado como um calcanhar).

## Encarnações

### Wrestlers que usaram o artifício Doink
Sete homens usaram o apelido Doink. Seis lutadores (incluindo dois times tag) usaram o traje para fins de enredo, em vários momentos.
- Matt Osborne : o Doink original, deixou WWF em Dezembro de 1993, morreu 28 de junho de 2013.
- Steve Keirn : lutou como a "ilusão" Doink na WrestleMania IX e, ocasionalmente, o Doink das casas de show.
- Steve Lombardi : de vez em quando lutou como Doink em casas de show e vestidos como Doink para várias aparições da WWE.
- Dusty Wolfe : lutou como Doink em NWA Kansas e Wrecking Ball Wrestling vs Matt Borne.
- John Maloof : lutou como Doink em tempo integral após Osborne deixar a WWF.
- Mark Starr : lutou como Doink em um evento da Conferência Nacional de Wrestling em 29 de Outubro de 1994.
- Mike Maraldo : lutou como Doink em um card do Smoky Mountain Wrestling em Novembro de 1994.
- Nick Dinsmore : lutou como Doink no dia 31 de julho de 2003 em um episódio de  SmackDown! , Perdendo para o Chris Benoit.

### Wrestlers que usaram traje de Doink para fins de enredo
- Jeff Jarrett : uma vez vestiu-se como Doink para pregar peças em Dink.
- Homens em uma missão e Os Bushwhackers : lutaram como "Os Quatro Doinks" no 1993 Survivor Series.
- Chris Jericho : assumiu o personagem de Doink a fim de realizar uma emboscada em William Regal.

## Campeonatos e Realizações
- Allied Powers Wrestling Federation
  - APWF Television Championship (1 vez)[2]
- International Wrestling Association
  - IWA United States Heavyweight Championship (1 vez)[2]
- NWA Southwest
  - NWA Southwest Television Championship (1 vez)
- Pro Wrestling Illustrated
  - PWI colocou-o no N#26 do top 500 wrestlers no PWI 500 em 1992[3]
- Regional Championship Wrestling
  - RCW United States Tag Team Championship (1 vez) - com Jay Love[2]
- Wrecking Ball Wrestling
  - WBW Heavyweight Championship (1 vez)
- Wrestling Observer Newsletter awards
  - Most Embarrassing Wrestler (1994)
  - Worst Feud of the Year (1994)  vs. Jerry Lawler
  - Worst Worked Match of the Year (1994) com Dink, Pink e Wink vs. Jerry Lawler, Sleazy, Queasy e Cheesy no Survivor Series